# Eutychide angus
Eutychide angus är en fjärilsart som beskrevs av Evans 1955. Eutychide angus ingår i släktet Eutychide och familjen tjockhuvuden. Inga underarter finns listade i Catalogue of Life.